# Laemophloeus megacephalus
Laemophloeus megacephalus is een keversoort uit de familie dwergschorskevers (Laemophloeidae). De wetenschappelijke naam van de soort werd in 1876 gepubliceerd door Antoine Henri Grouvelle.

## Synoniemen
- Laemophloeus distinguendus Sharp, 1899[2]
- Laemophloeus floridanus Casey, 1884[3]